# Kenzingen
Kenzingen (en allemand : /ˈkɛn.t͡sɪŋən/ ) est une ville allemande située dans le land de Bade-Wurtemberg et l'arrondissement d'Emmendingen. Elle se trouve à 23 km au nord de Fribourg-en-Brisgau.

## Évolution démographique
| Année      | 1300 | 1615 | 1721 | 1900 | 1925 | 1950 | 1970 | 1990 | 2006 |
| ---------- | ---- | ---- | ---- | ---- | ---- | ---- | ---- | ---- | ---- |
| Population | 1000 | 2000 | 899  | 4046 | 4477 | 5452 | 6821 | 7634 | 9133 |

## Jumelage
- Vinkovci (Croatie) depuis 2007